# Sheratan
Sheratan (auch Sheratim, Al Sheratain, aus arabisch الشرطان, DMG aš-šaraṭān ‚die zwei Zeichen‘: Widder und Fische) ist der Eigenname des Fixsterns Beta Arietis (β Arietis, kurz β Ari) im Sternbild Widder. Sheratan ist ca. 60 Lichtjahre entfernt, besitzt eine scheinbare Helligkeit von +2,64 mag und gehört zur Spektralklasse A5V.
Die IAU Working Group on Star Names (WGSN) hat am 20. Juli 2016 den standardisierten Eigennamen für diesen Stern festgelegt.